# 大統領特殊師団
大統領特殊師団（フランス語Division Spéciale Présidentielle ：DSP）は、1985年にザイール大統領のモブツ・セセ・セコにより創設されたザイール軍のエリート部隊であり、モブツの個人警護を担当していたことで知られる。
同部隊が師団に拡大される以前には大統領特殊旅団（Special Presidential Brigade ）と呼ばれており、民間警備隊（Civil Guard）や戦闘部隊及び軍情報部（Service for Action and Military Intelligence）とともに、大統領に直属する軍事組織の1つであった。また、この部隊はイスラエル人の指導教官による訓練を受けていたことが分かっているほか、ザイール国内で定期的且つ十分な額の賃金が支払われていた唯一の組織であった。なお、部隊の師団長はモブツの従兄弟であるンジンビ・ングバレ（Nzimbi Ngbale）将軍であった。
1990年にはルブンバシ大学で民主化要求する学生の弾圧を行い、少なくとも数十人の学生を殺害した。また、ルワンダ愛国戦線が北部ルワンダへ侵攻し、ルワンダ紛争が始まると、モブツは数百人の大統領特殊師団員をジュベナール・ハビャリマナ政権側を支援するために送り込んでいる。1993年には、同紛争の影響を受けた北キヴ州の町マシシ（en:Masisi）を鎮圧するために大統領特殊師団を送り込んだが、土着のフンデ族（en:Hunde people）とフツ族系住民の対立を煽る結果となった。
1996年の国際連合の報告では、首相のエティエンヌ・チセケディとそのスタッフが、大統領特殊師団の兵士から監視や嫌がらせを受けていることが指摘されている。

## 参考資料
- Gérard Prunier, From Genocide to Continental War: The "Congolese" Conflict and the Crisis of Contemporary Africa, C. Hurst & Co, 2009, ISBN 1850655235